# Coast to Coast: Overture and Beginners
Coast to Coast: Overture and Beginners es el primer álbum en vivo del cantante británico Rod Stewart, publicado en 1974 por Mercury Records. Fue acreditado bajo el nombre de Rod Stewart & Faces ya que se grabó con toda la alineación de Faces, sin embargo solo tres de las nueve canciones pertenecían a los discos de la banda mientras que el resto fueron extraídos de la carrera en solitario de Stewart. Se grabó en octubre de 1973 en los recintos Anaheim Convention Center y en Hollywood Palladium, en Anaheim y en Hollywood respectivamente.
Alcanzó el puesto 63 en la lista estadounidense Billboard 200 y en el Reino Unido se posicionó en el tercer lugar de los UK Albums Chart.

## Lista de canciones
| N.º | Título                                            | Escritor(es)                                      | Duración |  |
| 1.  | «It's All Over Now»                               | Bobby Womack, Shirley Womack                      | 4:38     |  |
| 2.  | «Cut Across Shorty»                               | Wayne Walker, Marijohn Wilkin                     | 3:45     |  |
| 3.  | «Too Bad/Every Picture Tells a Story»             | Stewart, Ronnie Wood                              | 7:34     |  |
| 4.  | «Angel»                                           | Jimi Hendrix                                      | 4:28     |  |
| 5.  | «Stay With Me»                                    | Steward, Wood                                     | 4:50     |  |
| 6.  | «I Wish It Would Rain» (cover de The Temptations) | Roger Penzabene, Barrett Strong, Norman Whitfield | 4:20     |  |
| 7.  | «I'd Rather Go Blind»                             | Billy Foster, Ellington Jordan                    | 5:55     |  |
| 8.  | «Borstal Boys/Amazing Grace»                      | Stewart, Wood, Ian McLagan                        | 9:52     |  |
| 9.  | «Jealous Guy» (cover de John Lennon)              | John Lennon                                       | 4:25     |  |

## Músicos
- Rod Stewart: voz
- Ronnie Wood: guitarra y coros
- Tetsu Tamauchi: bajo
- Ian McLagan: teclados y piano
- Kenney Jones: batería